# Marie-Claude Bouthillier
Marie-Claude Bouthillier (nascida em 1960) é uma artista canadiana.
Em 2011 ela recebeu o Prémio Louis-Comtois da cidade de Montreal e, em 2013, recebeu o Prémio Ozias-Leduc da Fundação Émile Nelligan.
O seu trabalho encontra-se incluído nas colecções do Musée national des beaux-arts du Québec e do Musée d'art contemporain de Montréal.